# Гербовый зал Зимнего дворца
Гербовый зал
Гербовый зал — одно из самых больших парадных помещений Зимнего дворца, использовалось в качестве аванзала дворца. Площадь – 1000 квадратных метров. Оформлен и спроектирован В. П. Стасовым в 1839 году.

## История

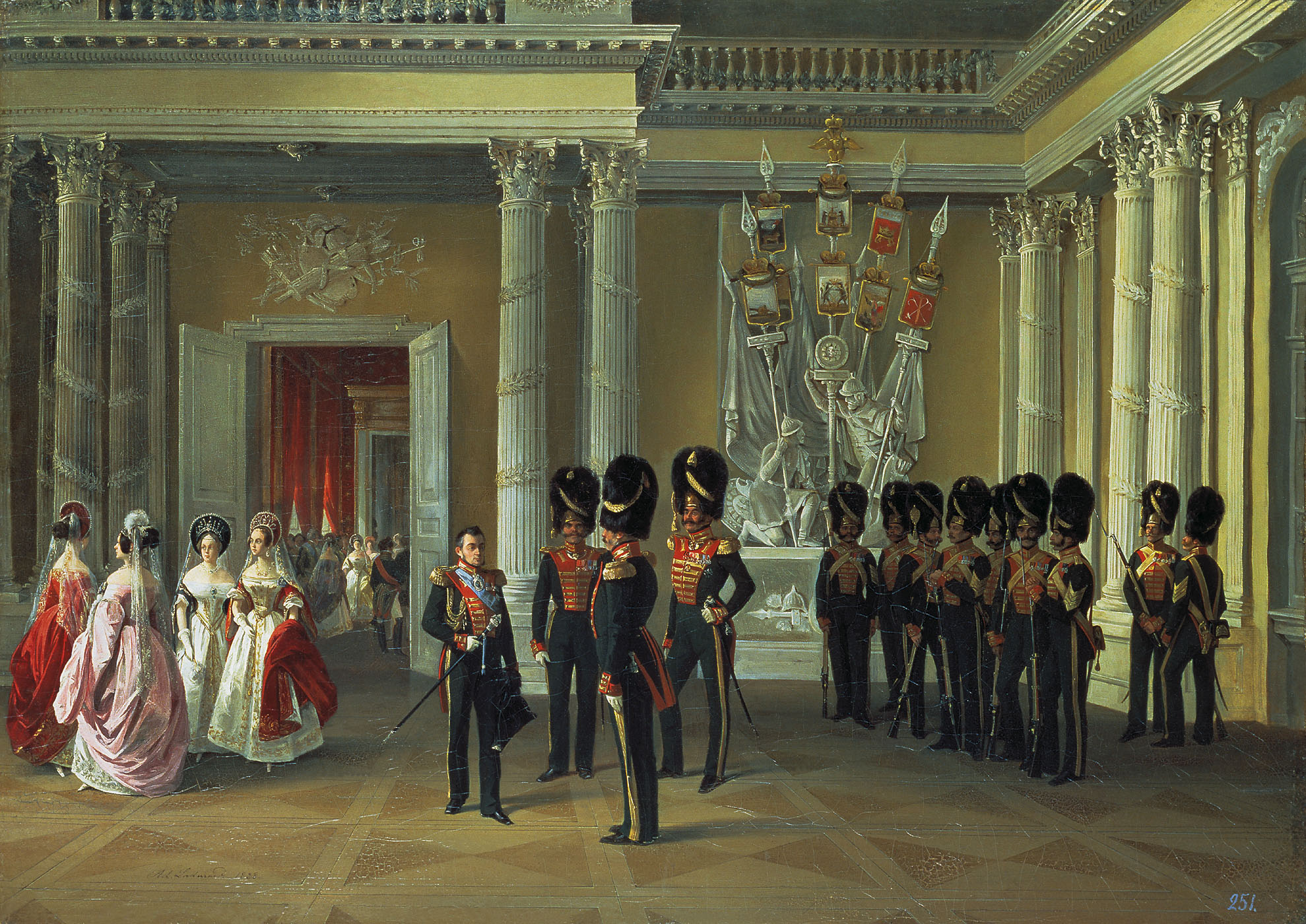
А. Ладюрнер. Белый зал Зимнего дворца. 1834 г.

В связи с тем, что в царствование Екатерины II Тронный зал  Растрелли не был завершён, в 1774 году принимается решение коренным образом переделать под представительские функции находящуюся рядом с апартаментами Екатерины II Светлую галерею, на месте которой появляется Белая галерея, созданная по проекту архитектора Фельтена. Классическая колоннада из парных колонн поддерживала расположившийся по периметру балкон второго яруса. Белые колонны
коринфского ордера были украшены лепными венками.
Однако вид нового зала по каким-то причинам не удовлетворил императрицу и уже в 1776 году принимается решение отделать галерею цветным камнем. Идею использовать цветной натуральный мрамор в парадных интерьерах Фельтен высказывал ещё в 1764 году, но одобрение последовало лишь спустя двенадцать лет. Беспримерная в отечественном строительстве отделка грандиозного зала «российским камнем» совпадала с идеей прославления могущества империи. В 1776 году был заключён контракт на изготовление для галереи мраморных деталей: 52 колонны, 48 пилястр и 165 аршин антаблемента с балюстрадой. Этот затратный проект не был реализован.
В 1830 году император Николай I решил придать залу иное смысловое значение. Главная идея нового проекта — прославление могущества Российской империи.
Воссоздан В. П. Стасовым в стиле позднего русского классицизма после пожара 1837 года для торжественных церемоний. Помещение было увеличено в длину на 12 метров.  У входа в зал расположены скульптурные группы древнерусских воинов со знамёнами (скульптор Ю. Штрейбенберг), на древках которых были закреплены щитки с гербами российских губерний. Кроме того, гербы губерний расположены на позолоченных бронзовых люстрах. Зал окружает колоннада, несущая балкон с балюстрадой. Торжественный образ Гербового зала подчёркнут величественным ритмом французских окон, чередующих с массивными, сплошь позолоченными, колоннами. Позолота, ставшая доминирующим художественным приёмом в отделке зала, вызывала неоднозначную реакцию у современников.

## События
В 1796 году Павел I в Белой галерее устроил Траурную залу для торжественного прощания со своими усопшими родителями. 
В 1825 году зал имел траурное убранство для прощания с прахом императора Александра I. Ложная псевдоготическая аркада со стрельчатыми арками окружала траурный катафалк в центре зала (проект О. Р. Монферрана).
В зале проводились дворцовые маскарады, парадные приёмы и балы.
По случаю открытия «народного театра» 12 июля 1919 года здесь была дана комедия Мольера «Лекарь поневоле».

## Экспозиция
В центре зала установлена колоссальная чаша из таганайского авантюрина, выполненная мастером Гаврилой Налимовым по проекту Ивана Гальберга. Чаша весом более 250 пудов (4 тонны) изготовлялась на Екатеринбургской гранильной фабрике и была закончена в 1842 году. 
Перед входом в Военную галерею установлены торшеры, перенесённые сюда из бывших царских покоев.
В зале проводятся временные выставки.

Дополнительные фотоматериалы с Викисклада
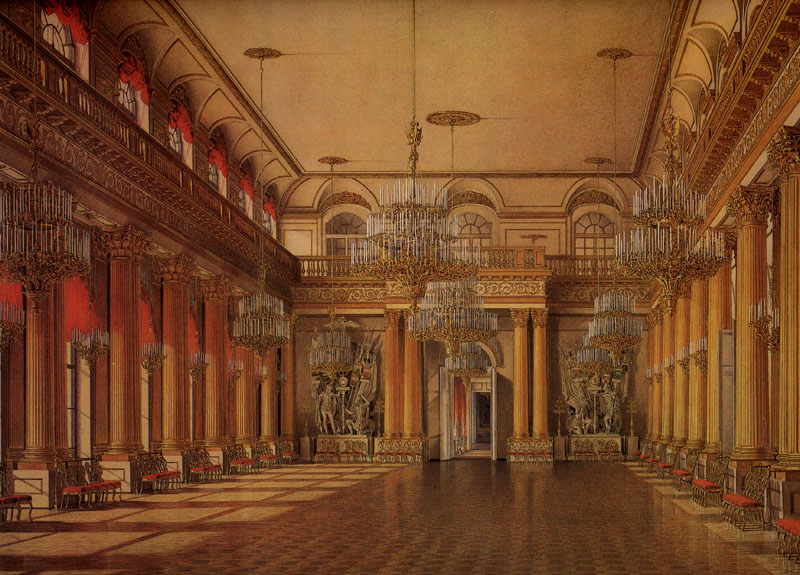
Э. П. Гау. Гербовый зал. Акварель. 344x454. 1863 г.
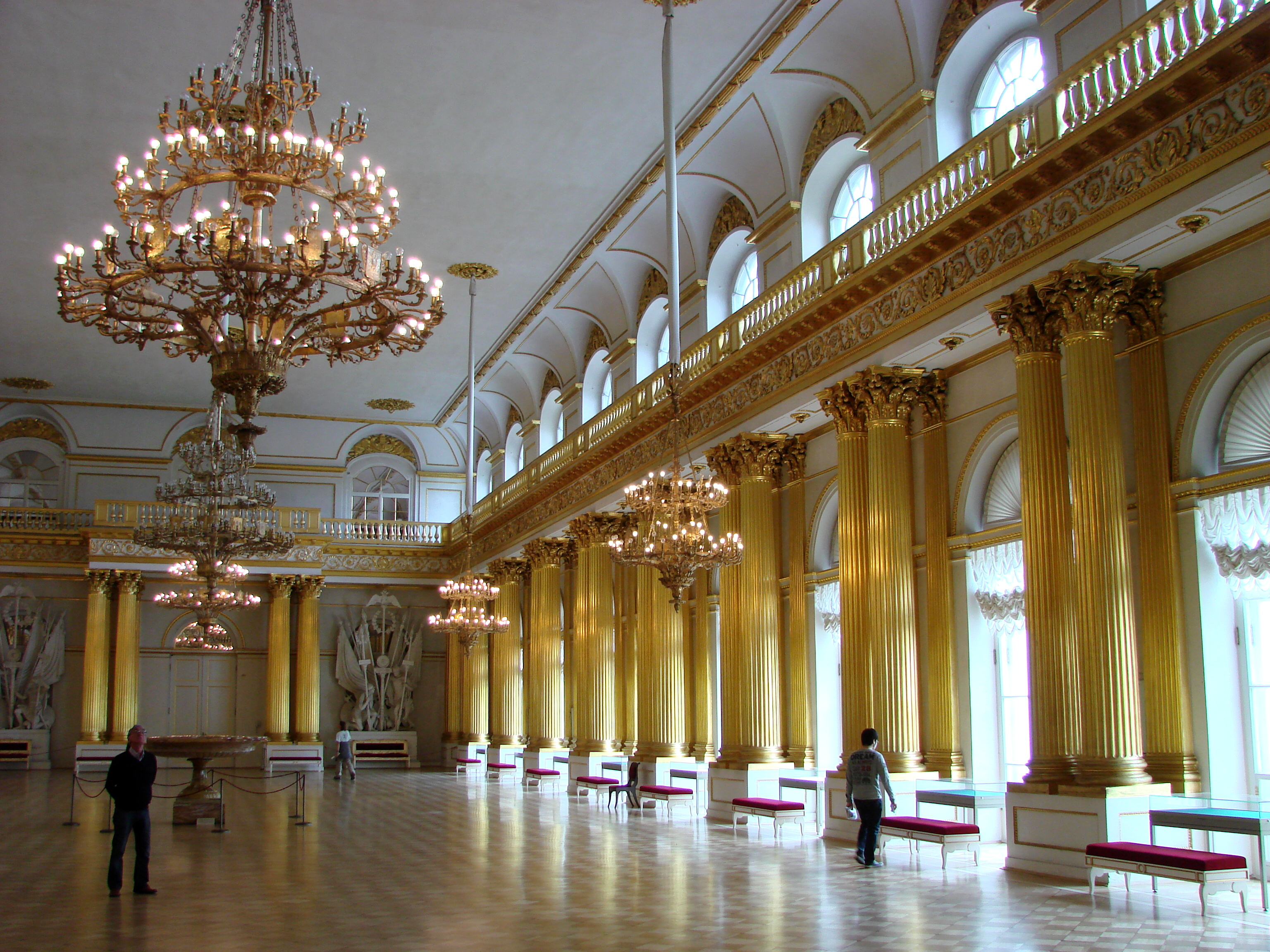
Гербовый зал
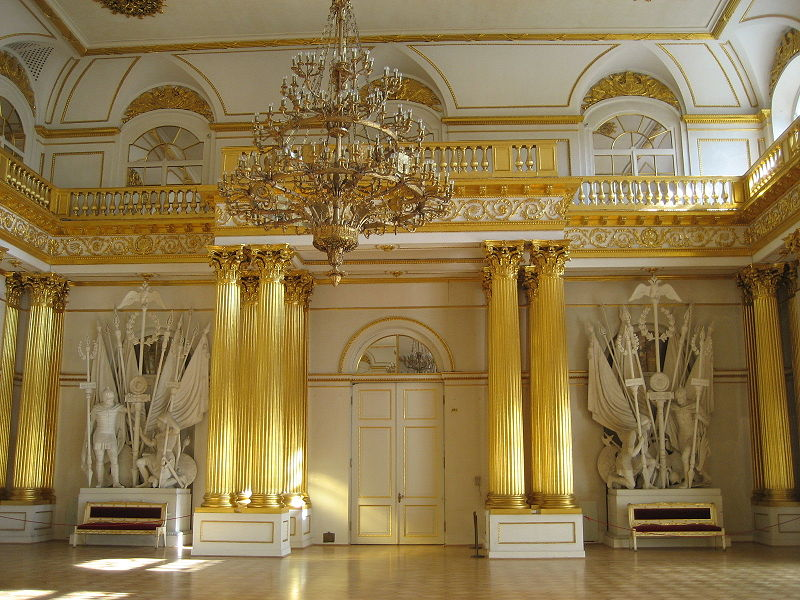
оформление входа
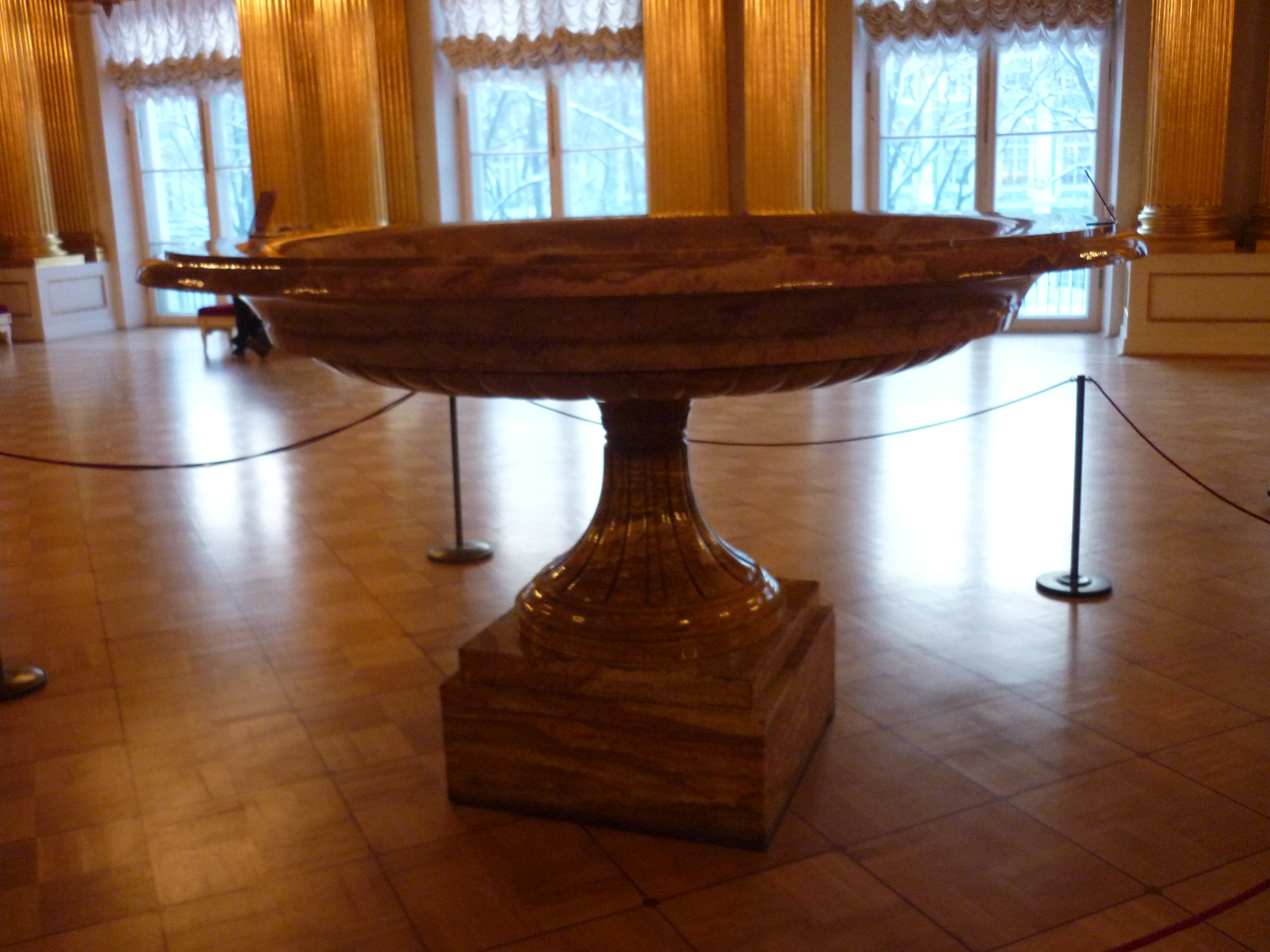
Чаша в центре зала